# 777 Tower
El 777 Tower és un gratacel situat a Los Angeles, Califòrnia, Estats Units i construït el 1991. Posseeix una alçada de 221 metres i té 53 pisos.